# Fontaine de Vaucluse

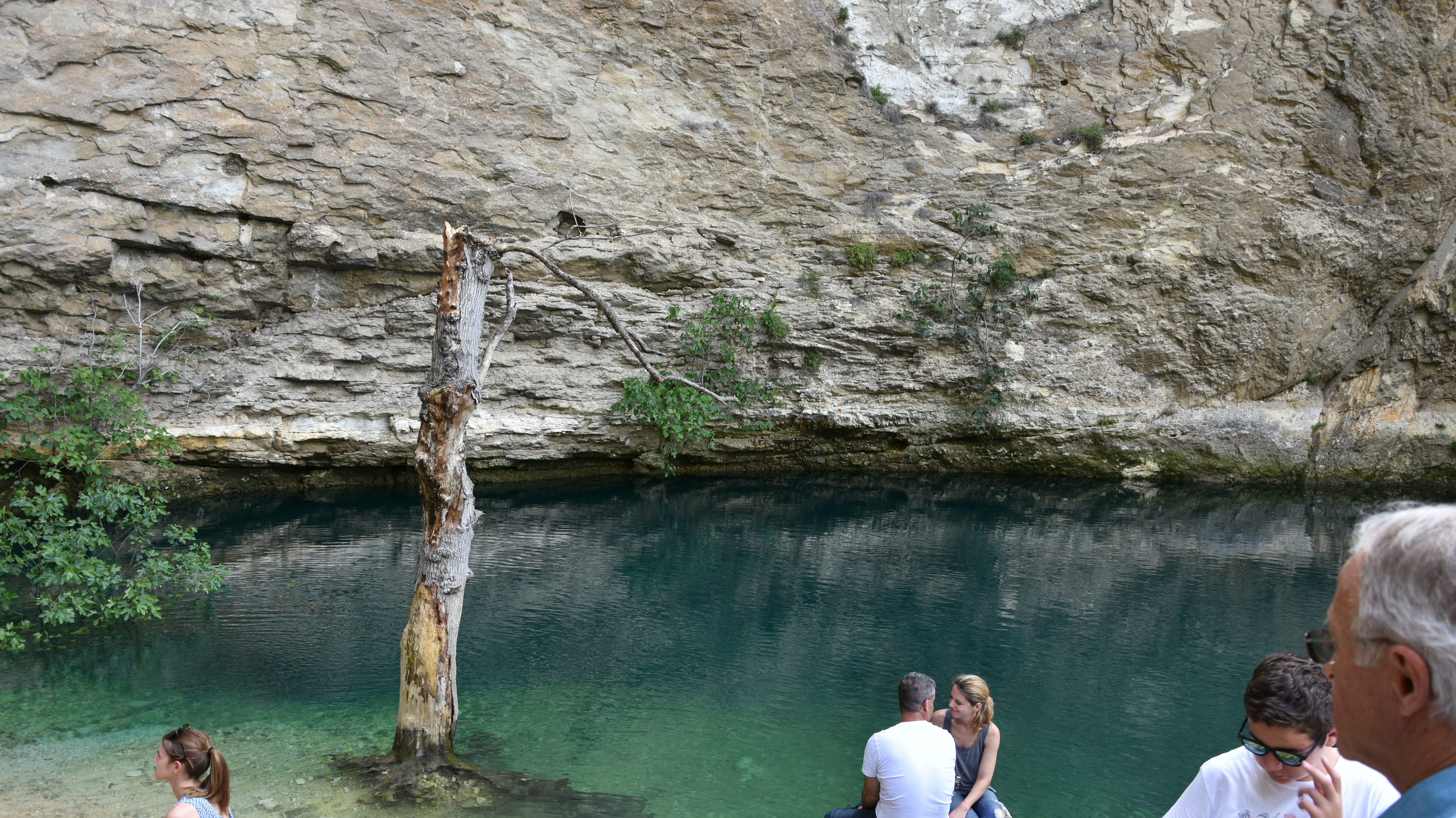
Fontaine de Vaucluse in mei 2018

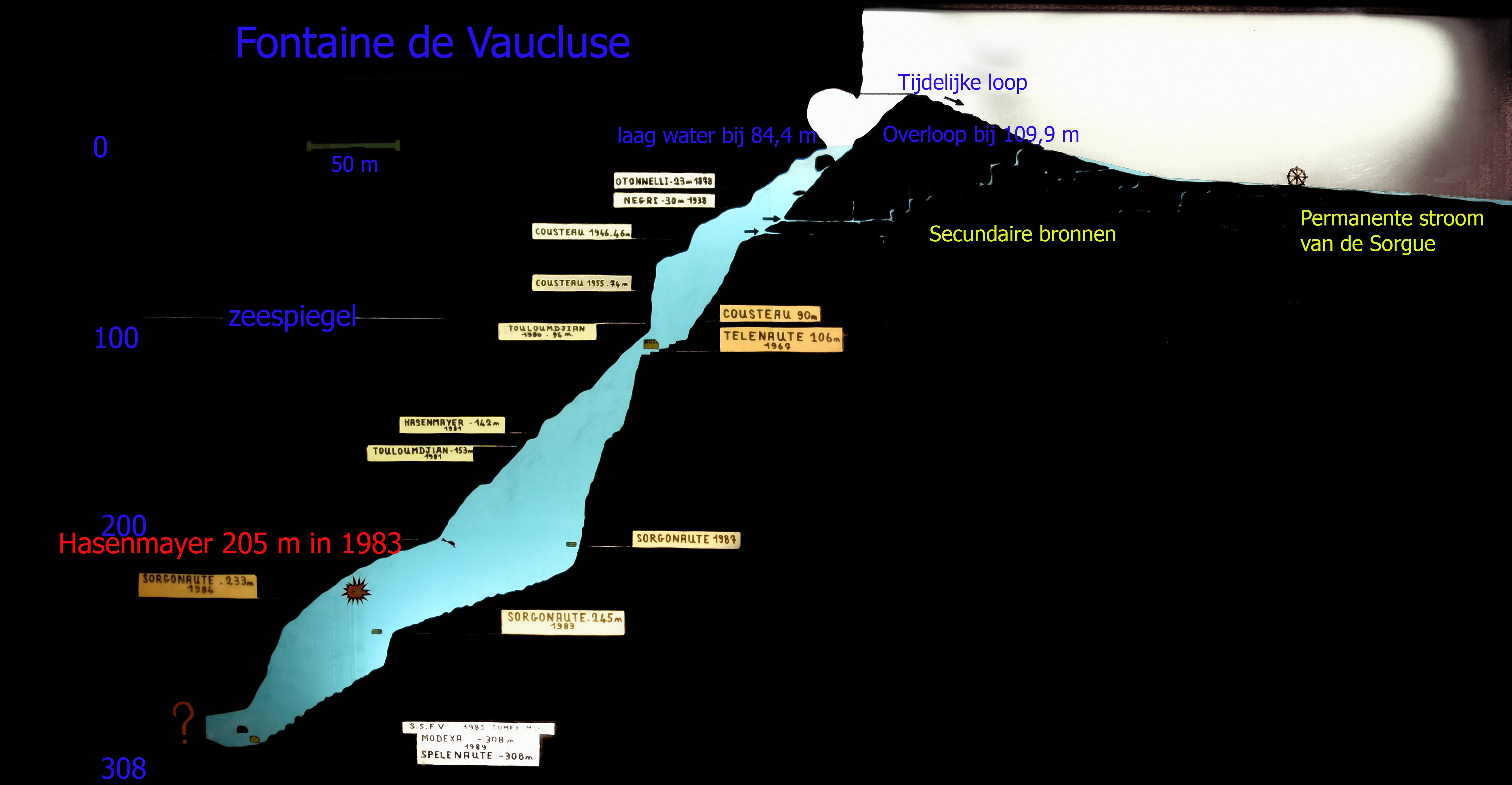
Fontaine de Vaucluse (zie tekst)

De Fontaine de Vaucluse (Nederlands: Bron van de Vaucluse) is de bron en resurgentie van de rivier Sorgue in de Franse stad Fontaine-de-Vaucluse. Ze ligt in het departement Vaucluse. Het is de belangrijkste resurgentie in dat land. Ze staat als vijfde geklasseerd op wereldniveau met een jaarlijks debiet tussen 630 à 700 miljoen m³ water. Deze resurgentie geldt als referentie in de hydrologie voor wat men een source vauclusienne noemt.

## Het onderzoek van de bron
Een aantal bekende duikers, waaronder Jacques-Yves Cousteau in 1946, onderzocht de bron. In 1983 geraakte de Duitse speleoloog Jochen Hasenmayer tot op een diepte van 205 m. In 1981 slaagde Hasenmayer erin met gemengd gas tot op een diepte van 145 m te geraken. Als eerste ter wereld dook hij op 9 september 1982 tot op 200 m diepte, zonder toelating en daarom 's nachts, in de bron van de Sorgue terwijl zijn toenmalige vrouw Barbara de hele nacht op hem wachtte om hem weer boven water te zien komen. In 1983 maakte hij zijn recordduik in de Sorgue.
Met onbemande vaartuigen geraakte men tot een diepte van 308 m.